# مونيا مالاباري
مونيا مالاباري أو مونيا هندي او فضي المنقار الهندي (الاسم العلمي: Lonchura malabarica) (بالإنجليزية: White-throated Munia)‏ هو نوع من الطيور تتبع جنس المونيا من فصيلة شمعية المنقار.